# The Power of Few
Pour plus de détails, voir Fiche technique et Distribution.
The Power of Few est un film américain réalisé par Leone Marucci, sorti en 2013.

## Synopsis
À la Nouvelle-Orléans, cinq personnes qui ne se connaissent pas sont impliquées dans une opération de contrebande où la criminalité locale est mêlée à une conspiration religieuse.

## Fiche technique
- Réalisation : Leone Marucci
- Scénario : Leone Marucci
- Photographie : Reinhart Peschke
- Montage : Jonathan Walls
- Musique : Mike Simpson
- Sociétés de production : Steelyard Pictures et iQ Films
- Pays d'origine :  États-Unis
- Langue originale : anglais
- Format : couleur - 1,85:1
- Genre : action, thriller
- Durée : 96 minutes
- Date de sortie : 
  - États-Unis : 15 février 2013

## Distribution
- Christian Slater : Clyde
- Christopher Walken : Doke
- Devon Gearhart : Cory
- Anthony Anderson : Junkshow
- Q'Orianka Kilcher : Alexa
- Tione Johnson : Few
- Moon Bloodgood : Mala
- Jesse Bradford : Dom
- Juvenile : Shamu
- Navid Negahban : Sahel
- Nicky Whelan : Marti
- Jordan Prentice : Brown
- Derek Richardson : Shane

## Accueil critique
Il recueille 57 % de critiques positives, avec une note moyenne de 4,9/10 et sur la base de sept critiques collectées, sur le site Rotten Tomatoes.